# Kiss Pál (iparművész)
Paul Kiss [született Kiss Pál. Nevét írják Paul Kis formában is.] (Bélafalva, ma Belani1886. március 5. – Linières-Bouton, 1962) magyar származású, Franciaországban élt iparművész, díszműlakatos, a szecessziós és art déco stílus jelentős alkotója. „Paul Kisst az art déco fémmegmunkálás Edgar Brandt utáni legnagyobb francia mesterének tartják”.

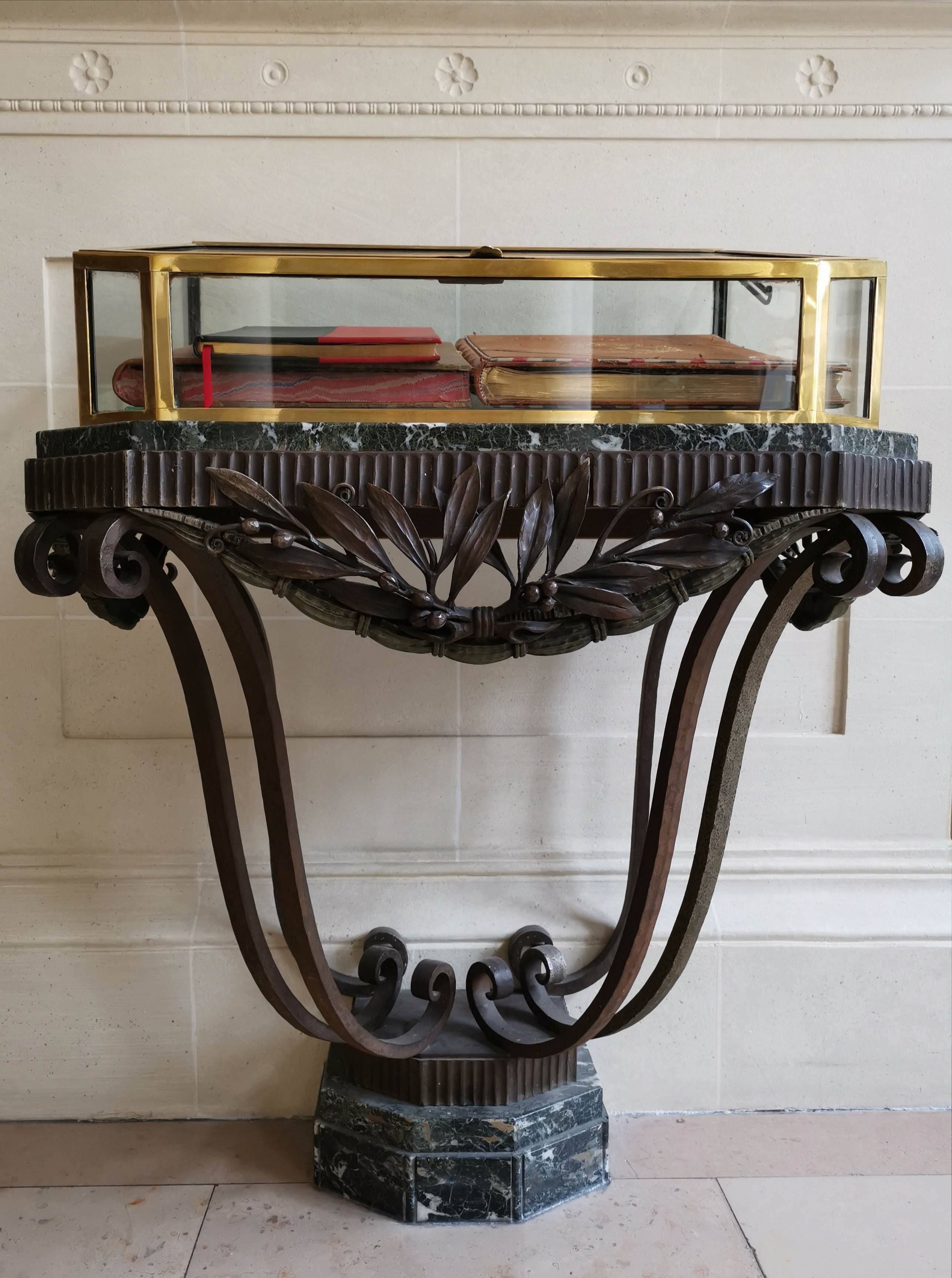
Asztal 1920-ból

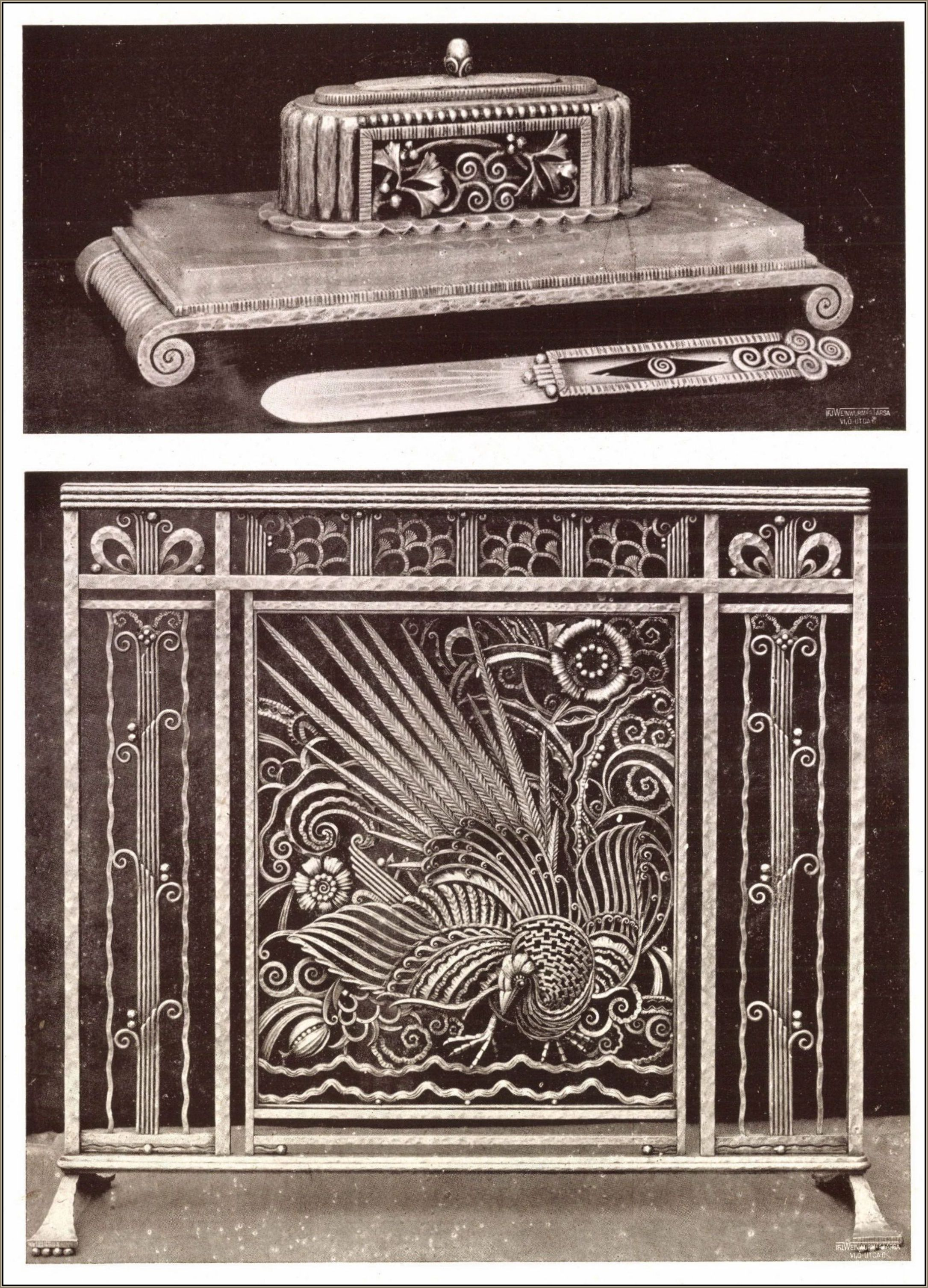
A Párizsi Nemzetközi Iparművészeti Kiállításon szereplő ezüstözött vasból készült tintatartó, papírvágókés és ellenző. 1925

## Pályafutása
A francia kézművességben Émile Robert (1860–1924) műlakatos emelte ismét régi rangjára a kovácsoltvas művészetet. Az ő műhelyében nevelődött ki a későbbi műlakatosságot iparművészi szinten művelő generáció. Közülük Edgar William Brandt (1880–1960) francia vasműves és fegyvertervező és Raymond Subes műlakatos műhelyeiben tanult és dolgozott az 1907-től Párizsba érkezett Paul Kiss. Hozzá hasonlóan „az art deco több magyar iparművészt is (a szintén kovács Adalbert Szabót, az üveges Báthory Júliát) a francia fővárosba vonzott.”  Közülük Szabó Adalbert György (Georges-Adalbert Szabo) a legismertebb, aki korábbi erdélyi működés után 1895 körül érkezett Párizsba, majd nem sokkal később Nitsch Mihály és Gyula (Michel és Jules Nics: „Nics frères”), Katona Lajos (Louis Katona, 1850–1932) és Mericskay Ferenc (François Mericskay), akik saját nevükön vagy cégekben dolgozva járultak hozzá a francia vasmunka ezen aranykorához a század első felében.
„Talán egyetlenegy nemzet sem használja oly sokféleképpen és oly nagymértékben művészi célokra a kovácsolt vasat, mint a francia. Nem csupán az épületek széles erkélyein sűrűn alkalmazott díszes vaskorlátok és kapuk adnak bőséges alkalmat a francia vasműveseknek művészi invenciójuk érvényesülésére, hanem a belső helyiségekben is gyakran látjuk a vasból készült díszes használati tárgyakat, csillárokat, tűziszerszámot, asztali lámpákat, polcokat, ellenzőket stb.-t. Ezért van annyi jó mestere a francia vasművességnek, mely technikai kiválósága mellett művészi szempontból is megállja a magasabb igényű bírálatot. Sőt a modern francia iparművészet talán épp e téren érte el a legjobb eredményeket.” – írta 1925-ben a párizsi világkiállítás elemzésekor Bor Pál.
Paul Kiss az első világháború után saját műhelyt és galériát hozott létre a párizsi rue Léon-Delhomme 2–4. szám alatt. Sikerei mögött fő tervezője az 1914–1919 között budapesti Iparművészeti Főiskolán végzett, és 1923-ban Párizsba költözött Fehér Pál (Paul Feher, 1898–1990) is ott állt, aki azonban munkaadója és társa megfelelő elismerése híján nézeteltérésük miatt 1929-ben Clevelandbe vándorolt és csatlakozott az őt meghívó Martin Rose-hoz (a csepeli születésű, Jungfer cégnél tanult Rosenblüh Mórhoz) designerként.
Paul Kiss később Dél-Franciaország helyiségeiben, a Földközi tenger mellékén is megfordult és alkotott. 1927–1928-ban fontos munkákat végzett I. Fuád király és Nazli királyné számára a Kairótól északra fekvő Koubbeh palotában (Ernesto Verrucci bej, építész), amely Fuád uralkodása alatt királyi rezidenciaként szolgált. (Ma az egyiptomi kormány külföldi vendégeinek lakóhelye). A Kiss Pál levéltárban (Fontenay-sous-Bois) található képek, rajzok szerint kovácsoltvas indás, virágos, leveles műveket, szőnyegminta utánzatú erkélyeket készített a királyi pár számára; két csillárt sok tekervénnyel a fogadóterem számára, több réz és kovácsoltvas állólámpát indákkal és gyöngyökkel (egyet a télikert számára), valamint egy elválasztó rácsot Nazli királyné lakásaihoz.
Kiss Pált nagy valószínűséggel barátja, az egyiptomi születésű festő és dekoratőr Edmond Soussa (1898–1989) mutatta be az egyiptomi társadalomnak, aki a biliárd nemzetközi bajnoka is volt. Feltételezhetően közös tervezésük volt (Soussa tervrajz-hagyatékán alapulva) az 1927. májusi párizsi biliárd világbajnoki trófea: egy földgömb, amelyet a világtérkép díszít, alapzatának illusztrációja egy egyiptomi szfinx, a Szabadság-szobor és az Eiffel-torony. A másik, közös tervük alapján készült biliárdtrófeát 1928 májusában I. Fuád király adta át a Kairóban rendezett verseny végén. Ez egy lombokkal díszített kehely, amelyet egyiptomi motívumokkal körülvett talapzaton ókori egyiptomi figurák három alakja tart.
Paul Kiss dolgozott Kairó Zamalek kerületében is Losy bey palotáján. Ő készítette el a táncosok és zenészek számára szolgáló dupla bejárati kaput, amelyet az 1931. évi párizsi gyarmati kiállításon is bemutattak.
„Kiss Pál használati tárgyait gyakran kovácsolt és ezüstözött vasból készítette (tintatartó, papírvágó kés stb.). Magyaros motívumok is felbukkantak alkotásainak rengetegében. Munkáit a francia művészeti folyóiratok folyamatosan bemutatták és ismertették.”
1928-ban a Magyar Iparművészeti Társulat tagjául jelentkezett.
A Francia Művészek Társaságának (Société des Artistes Français) és a Francia Dekoratőrök Társaságának (Société des Artistes Décorateurs) tagja volt.

## Művei (válogatás)
- Az 1925. évi Párizsi Art Déco Kiállításra készített, fácánokkal díszített vasajtaját a Párizsi Iparművészeti Múzeum őrzi.(Musée des Arts décoratifs de Paris).

Köztéri művei
- Párizs, Champs-Élysées (8. kerület), 93. szám alatti épület. Wagram-Saint-Honoré villa. Paul Kiss, ajtó, 1928
- Párizs, Quai de Jemmapes (10. kerület), 80. szám alatti épület. (Építész: Georges Sachs) Paul Kiss, nagy rács 1932
- Párizs, Rue Michel-Ange (16. kerület), 9. szám alatti épület. (Építész: Henri Fivaz, 192?) Paul Kiss, ajtó és korlát. (Az ajtó kialakítását Kiss több ízben ismételten felhasználta.)
- Párizs, Rue Alexandre Dumas (20. kerület), 18. szám alatti épület. (Építész: Gaston Dejouy) Paul Kiss, ajtó, 1911
- Levallois-Perret: Az első világháborúban elesettek emlékműve. Temető, mauzóleum. Rue Baudin 101. (Építész: Henri Bertin) Paul Kiss, kapu, 1927. (1924-ben ezüstérmes mű a Salon des Artistes Français kiállításán.) Ez az ajtó a kripta bejárata, ahol a fronton meghalt 300 katona nyugszik.[19]
- Bangkok: Egy bejárati ajtó a thaiföldi királyi palotában.[19]
- Rethel: Üvegház Guillemin polgármester télikertjében.[19]

## Díjai
- 1924 – Ezüstérem a francia művészeti kollektív kiállításon
- 1925 – Aranyérem a Nemzetközi Art Déco Kiállításon (Exposition des Arts Decoratifs et Industriels Modernes)
- 1926 – Bronzérem a Galliéra Múzeum kiállításán (Exposition Musée Galliéra)
- 1928 – Aranyérem a Francia Építészek Szakmai Kiállításán (Exposition professionnelle des Architectes Français)
- 1929 – Párizs városának bronzérme szakmunkások kiképzéséért

## Fordítás
Ez a szócikk részben vagy egészben  a   Paul Kiss című francia Wikipédia-szócikk ezen változatának fordításán alapul.  Az eredeti cikk szerkesztőit annak laptörténete sorolja fel. Ez a jelzés csupán a megfogalmazás eredetét és a szerzői jogokat jelzi, nem szolgál a cikkben szereplő információk forrásmegjelöléseként.